# Копнене животиње
Копнене животиње су животиње које претежно или у потпуности живе на копну (нпр. мачке, кокошке, мрави, пауци), у поређењу с воденим животињама, које живе претежно или у потпуности у води (нпр. рибе, нефропиди, хоботнице), и водоземцима, који се ослањају на комбинацију копнених и водених станишта. Неке групе инсеката су копнене, као што су мрави, лептири, ухолаже, бубашвабе, скакавци и остали, док су друге групе делимично водене, као што су комарци и вилини коњици који своје ларве полажу у води. Копнене животиње имају тенденцију да буду развијеније и интелигентније од водених животиња.

## Врсте копнених животиња
Термин „копнени” се обично примењује на врсте које живе првенствено на тлу, за разлику од арбореалних врста које живе првенсвено на дрвећу.
Постоје и други мање уобичајени термини који се односе на одређене групе копнених животиња:
- Саксиколозна — створења живе у стенама. „Саксикол” је изведен од латинске речи сакум, што значи стена.
- Арениколна — створења живе у песку.
- Троглобионти — претежно живе у пећинама.

## Таксономија
Земаљска инвазија је један од најважнијих догађаја у историји живота . Копнене лозе еволуирале су у неколико животињских врста, међу којима су зглавкари, кичмењаци и мекушци представници успешнијих група копнених животиња.
Копнене животиње не чине јединствену кладу. Оне деле само чињеницу да живе на копну. Прелазак различитих група животиња из воденог у копнени живот одвијао се независно и успешно много пута. Већина копнених лоза је настала у благој или тропској клими током палеозоика и мезозоика, док је неколико животиња постало потпуно копнено током кенозоика.
Ако се изузму унутрашњи паразити, слободне живе врсте у копненим срединама су представљене са следећих једанаест типова:
- Гастротрихе живе у пролазној копненој води и мирују током исушивања
- Ротаторије живе у пролазној копненој води и мирују током исушивања
- Ваљкасти црви тако што успавају током исушивања
- Еутардигради живе у пролазној копненој води и мирују током исушивања
- Плоснати црви захтевају влажна станишта и имају ограничен домет
- Немертине захтевају влажна станишта и имају ограничен домет
- Баршунасти црви захтевају влажна станишта и имају ограничен домет, једини искључиво копнени тип
- Чланковити црви захтевају влажна станишта, веома разнолика и потичу од својих морских рођака
- Зглавкари (потпуно копнени чланови: хексаподи, пауци, стоноге)
- Мекушци (пужеви: копнени пужеви и голаћи)
- Хордати (тетраподи; полуземаљци: водоземне рибе)

### Потешкоће
Означавање животињксих врста „копненим” или „воденим” често је нејасно и постаје ствар просуђивања. Многе животиње које се сматрају копненим имају животни циклус који делимично зависи од боравка у води. Пингвини, перајари и моржеви спавају на копну, али се хране у океану и ипак се сви сматрају копненим. Многи инсекти, нпр. комарци, и сви копнени ракови, као и друге врсте, имају фазу воденога животног циклуса: њихова јаја треба да буду положена и да се излегу у води; након излегања, постоји рана водена форма било у нимфама или ларвама.
Постоје неке врсте ракова које су потпуно водене, врсте ракова које су водоземци и врсте ракова које су копнене. Исто важи и за мекушце.
Осим чисто копнених и чисто водених ивотиња, постоје многе граничне врсте. Не постоје универзално прихваћени критеријуми за одлучивање о именовању ових врста, тако да су неке класификације спорне.

## Копнени панартроподи
Фосилни докази су показали да су морска створења, вероватно чланконошлци, први пут почела да врше нападе на копно пре приближно 530 милиона година, у раном камбријуму. Међутим, мало је разлога да се поуздано верује да су животиње прво почеле да живе на копну у отприлике то време. Вероватнија је хипотеза је да је мотивација ових раних чланконожаца за одлазак на суво била то да се паре, као што то чине савремени ракови потковичари, или да полажу јаја ван домашаја предатора. Три групе зглавкара су се независно прилагодиле условима за копно до краја камбријума: стоноге, хексаподи и пауколики зглавкари. До каснога ордовицијума ова жива бића су се можда у потпуности прилагодили копну. Постоје и друге групе зглавкара, као што су виши ракови, који су касније самостално постали копнене животиње. Осим њих, сестрниске групе панартропода — баршунасти црви такође су постали копнени, док су се еутаридиграде у извесној мери прилагодиле копну; обе групе су то вероватно постале током раног девона. Међу чланконошцима, многе микроскопске групе ракова, као што су копоподи, амфиподи и шкампи, могу да мирују када се осуше и живе у пролазним воденим телима.

## Постајање копнених кичмењака
Пре приближно 375 милиона година кошчате рибе најбоље су се прилагодиле животу у плитким приобално-мочварним водама. Захваљујући релативно снажним мишићавим удовима (који су вероватно носили тежину у изузетно плиткој води, што их је чинило пожељном алтернативом перајима), и плућима која су постојала заједно са шкргама, такве животиње су могле успоставити снажно упориште на копну до краја девонског периода. У карбону, тетраподи, који су изгубили шкрге, потпуно су се прилагодили копну, што је омогућило њихову експанзију у већину копнених предела, мада ће се касније неки вратити у водене услове, али и освојити ваздух.

## Копнени пужеви
Пужеви мекушци су једне од најуспешнијих животиња које су се девирсификовале у потпуно копненоме станишту. Они су развили копнене таксоне у више од девет линија. Обично се називају копнени пужеви и голаћи.
Већина догађаја када су се пужеви одомаћили на копну догодила се током палеозоика или мезозоика. Пужеви су посебно јединствени због неколико потпуно копнених линија које су еволуирале током кенозоика.
Приближно једна трећина пужева је копнена. У копненим стаништима изложени су дневним и сезонским варијацијама температуре и доступности воде. Њихов успех у колонизацији различитих станишта је последица физиолошких, бихевиоралних и морфолошких адаптација на доступност воде, јонске и термалне равнотеже. Прилагођени су већини станишта на Земљи. Љуска пужа је изграђена од калцијум-карбоната, али чак и на киселкастим земљштима могу се наћи разне врсте пужева без љуске. Копнени пужеви такође живе и у пустињама, у којима морају да се боре с врућином и сушом. Копнени пужеви су првенствено биљоједи, а само неколико група су месоједи. Месоједи се обично хране другим врстама пужева, али и примењују канибализам над слабијим јединкама; неки се хране ларвама инсеката или глистама.

## Полукопнене животиње
Полукопнене животиње су макроскопске животиње које се ослањају на веома влажно окружење. Могу се сматрати прелазном тачком између правих копнених животиња и водених животиња. Међу кичмењацима, водоземци имају ову карактеристику ослањајући се на влажну средину и дишу кроз своју влажну кожу док се размножавају у води.
Многе друге групе животиња имају само копнене животиње које живе као полукопнене (као ваљкасти црви).